# Aeropuerto Internacional de Doha

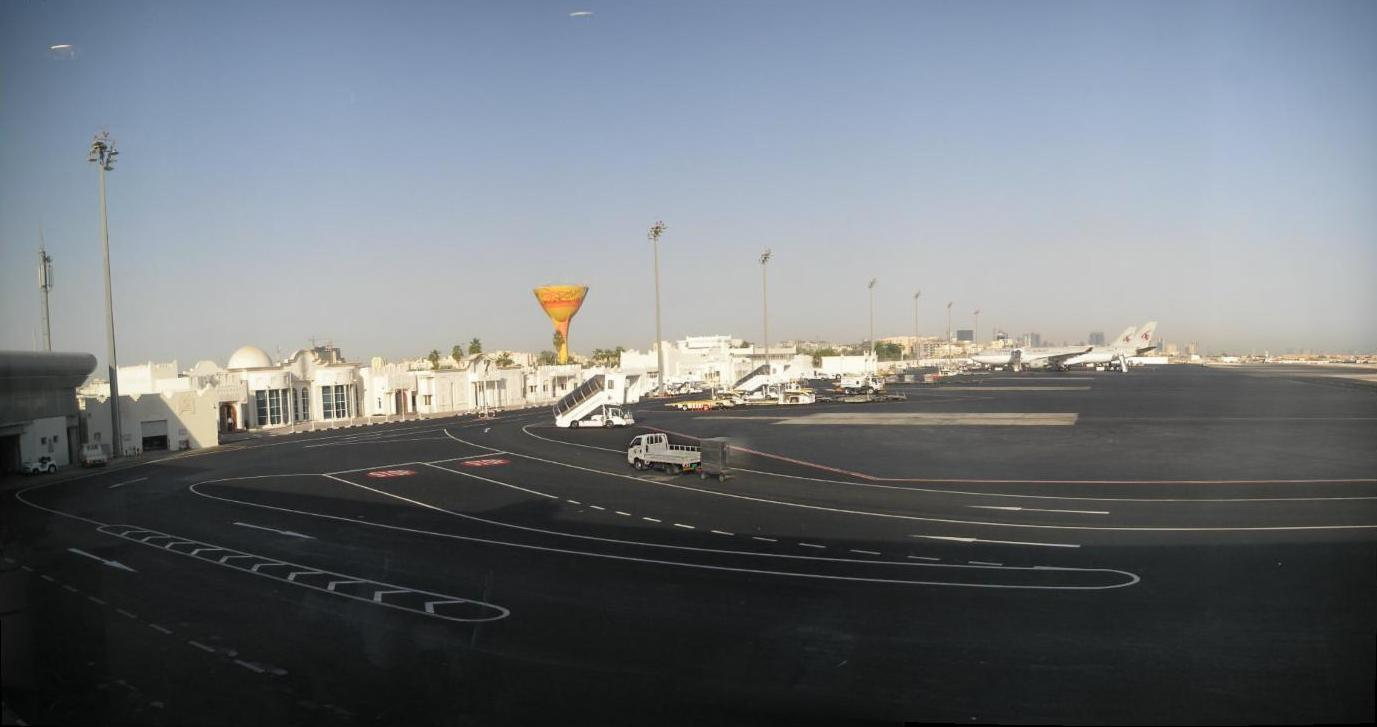
Vista panorámica de la terminal principal con las salas VIP (a la izquierda), y aviones de Catar Airways con los rascacielos de Doha al fondo.

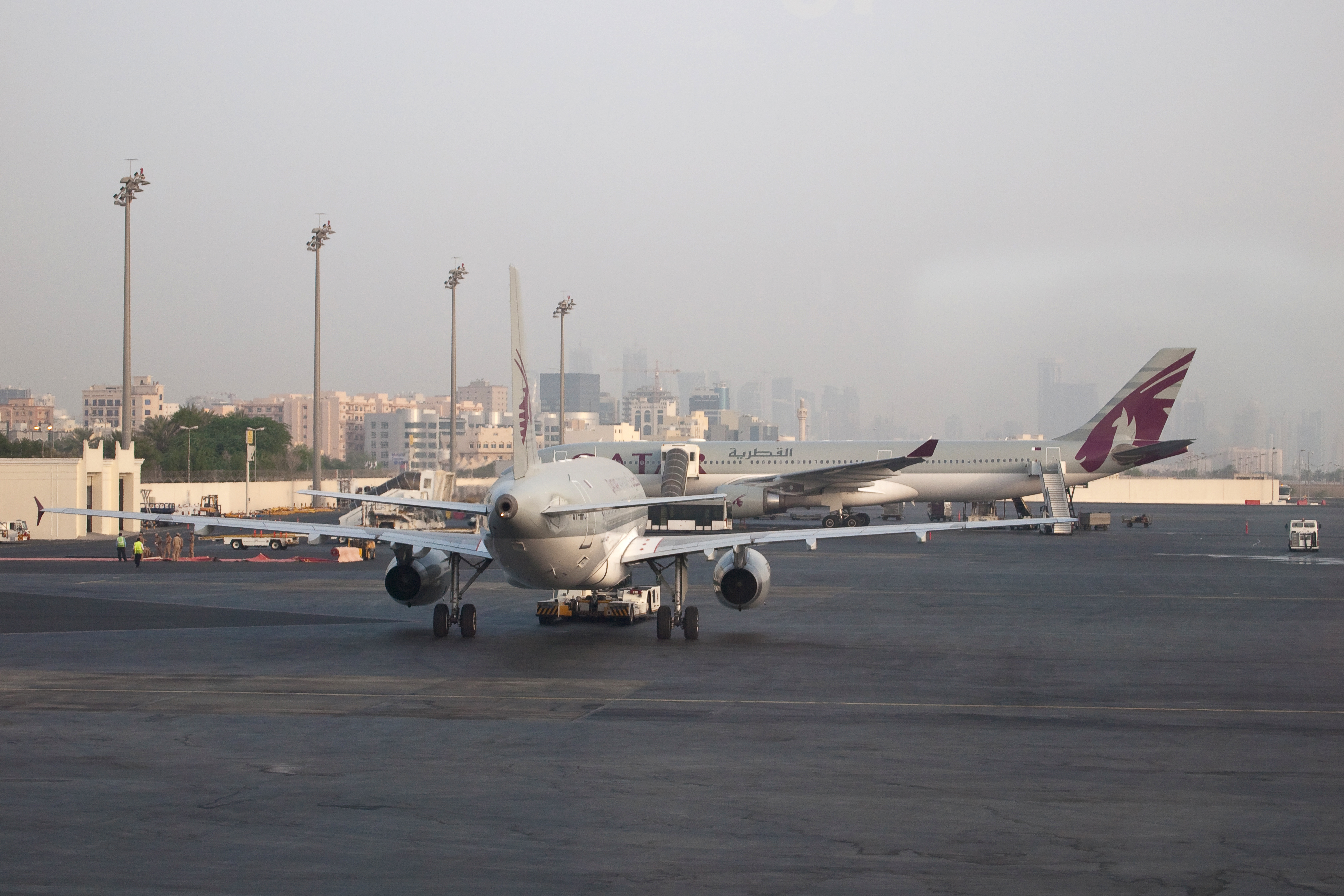
DOH es la base de operaciones principal de Qatar Airways.

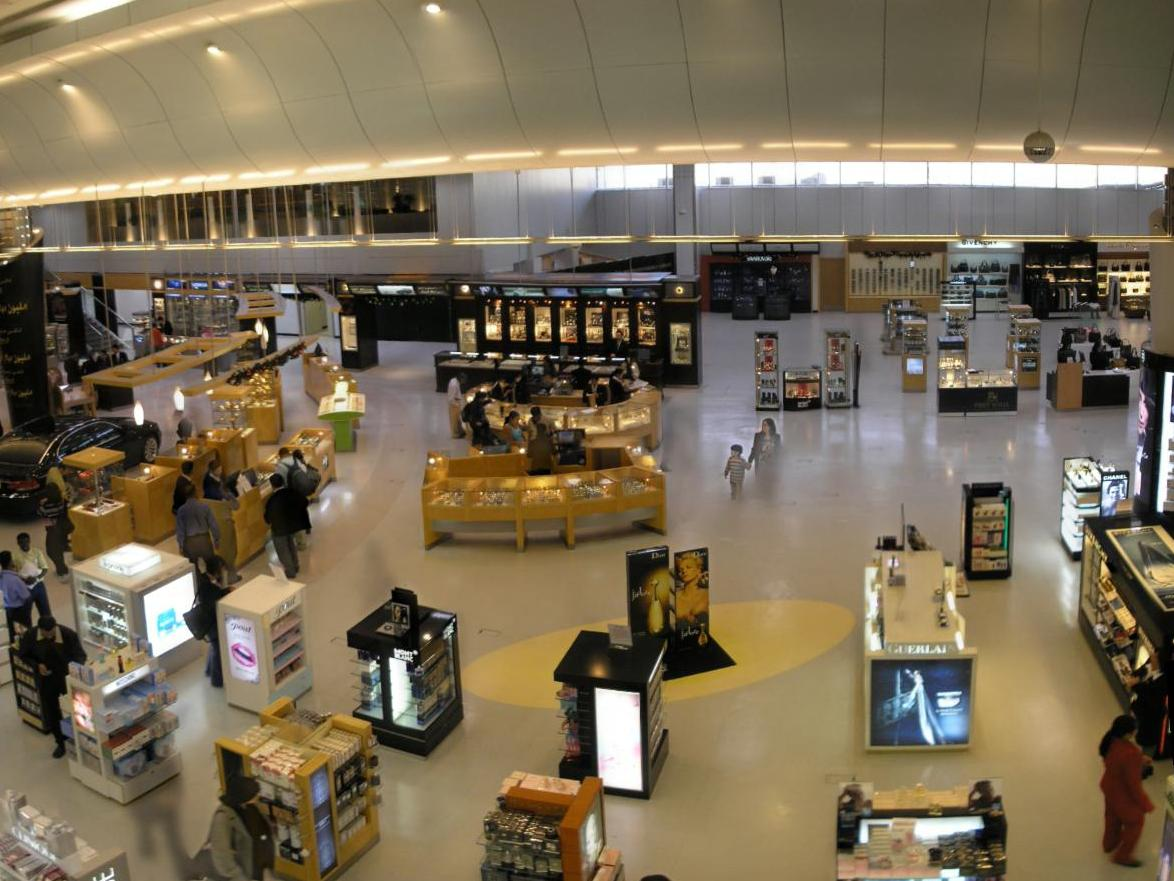
La zona Duty-Free.

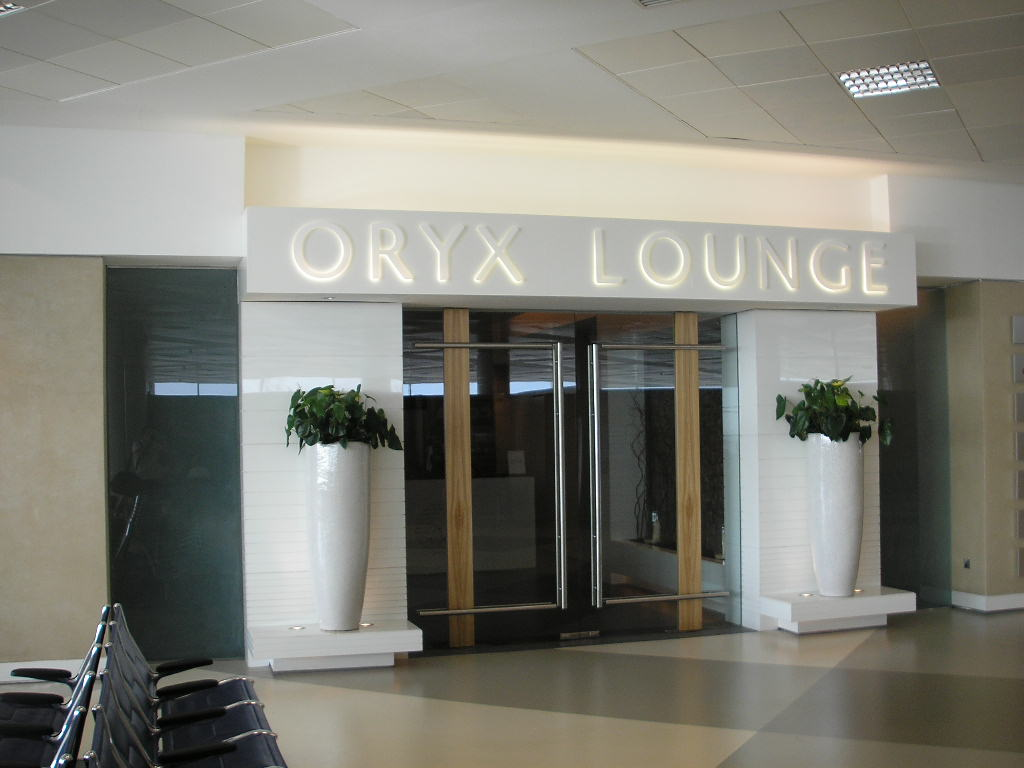
La sala Oryx para pasajeros de clases primera y business.

El Aeropuerto Internacional de Doha (IATA: DOH, OACI: OTBD) (en árabe مطار الدوحة الدولى) fue un aeropuerto comercial de Catar. El aeropuerto fue el aeropuerto internacional comercial de Catar, hasta que el 27 de mayo de 2014 abrió el nuevo Aeropuerto Internacional Hamad, a escasos 2 km, debido al aumento del tráfico aéreo comercial. El aeropuerto de Doha tiene una pista, mientras que el nuevo Aeropuerto Internacional Hamad tiene dos pistas
Mientras que todo el tráfico comercial programado cesó, Fuerza Aérea de Catar, Gulf Helicopters, una empresa de helicópteros siguen utilizando el aeropuerto. 
Tenía tres mezquitas, Wi-Fi gratuito, una amplia zona de tiendas duty-free, unos pocos restaurantes y 44 puestos de aviones. Había también sesenta puestos de auto-facturación, cinco hipódromos y más de mil plazas de aparcamiento. 
El aeropuerto tuvo una capacidad de doce millones de pasajeros al año. Sus 4572 metros de pista de aterrizaje la convierten en una de las más largas de los aeropuertos civiles del mundo.

## Estadísticas
Desde 1998, el número de pasajeros y carga se ha incrementado significativamente.
| Año  | Pasajeros  | Carga (toneladas) | Carga (miles de libras) | Operaciones |
| ---- | ---------- | ----------------- | ----------------------- | ----------- |
| 1998 | 2.100.000  | 86.854            |                         |             |
| 1999 | 2.300.000  | 62.591            |                         |             |
| 2002 | 4.406.304  | 90.879            | 200.351                 | 77.402      |
| 2003 | 5.245.364  | 118.406           | 261.037                 | 42.130      |
| 2004 | 7.079.540  | 160.088           | 352.930                 | 51.830      |
| 2005 | 9.377.003  | 207.988           | 458.530                 | 59.671      |
| 2006 | 11.954.030 | 262.061           | 577.739                 | 103.724     |
| 2007 | 14.930.252 | 358.933           | 791.303                 | 117.098     |

En 2007, quedó como el 95.º aeropuerto con más pasajeros al atender a más de catorce millones de pasajeros. También alcanzó su mayor tasa de crecimiento al experimentar un 22.1% de aumento.

## Aerolíneas y destinos
El aeropuerto se cerró al tráfico comercial el 27 de mayo de 2014, cuando todas las aerolíneas fueron reubicadas al Aeropuerto Internacional Hamad.